# Vszevolod Illarionovics Pudovkin
Vszevolod Illarionovics Pudovkin (oroszul: Всеволод Илларионович Пудовкин; Penza, 1893. február 16. – Riga, 1953. június 1.) orosz filmrendező, a montázstechnika kialakítója. Pudovkin műveit gyakran hasonlítják össze a másik híres orosz filmrendező, Szergej Eisenstein műveivel, de míg az Eisenstein által alkalmazott montázs a tömegek erejét dicsőítette, addig Pudovkin inkább az egyének bátorságára koncentrált.
Tanulmányait a Moszkvai Egyetemen végezte. Részt vett az első világháborúban, ahol német hadifogságba esett. A háború után mint forgatókönyvíró, színész és művészeti igazgató, majd igazgatóhelyettes dolgozott. Az 1926-ban forgatott Anya című némafilmjében (Vera Baranovszkajával a főszerepben) alkalmazta először a montázstechnikát, mely a későbbiek folyamán híressé tette nevét.

## Filmjei
- 1921 – Sarló és kalapács (Szerp i Molot) – színész
- 1924 – Mr. West különös kalandjai a bolsevikok országában (Nyeobicsajnije prikljucsenyija misztera Veszta v sztranye bolsevikov) – forgatókönyvíró, színész
- 1925 – Sakkláz (Sahmatnaja gorjacska) – rendező, vágó
- 1926 – Az anya (Maty) – rendező, színész
- 1927 – Szentpétervár végnapjai (Konyec Szankt-Petyerburga) – rendező
- 1928 – Dzsingisz kán utóda (Potomok Csingiszhana) – rendező
- 1932 – Egyszerű eset (Prosztoj szlucsaj) – rendező
- 1940 – Szuvorov – rendező
- 1943 – Rettegett Iván 1. (Ivan Groznij I.) – színész
- 1945 – Rettegett Iván 2. (Ivan Groznij II.) – színész
- 1946 – Nahimov tengernagy (Admiral Nahimov) – rendező, színész
- 1952/53 – Visszatért szerelem /  Vaszilij Bortnyikov visszatérése (Vozvrascsenyije Vasziliya Bortnyikova)

## Könyvei magyarul
- A film technikája; ford. Székely György, Jenei Imre; Bolyai Akadémia, Bp., 1944 (Bolyai könyvek)
- Pudovkin–Je. Szmirnova: A harmincéves szovjetfilm; Filmtudományi Intézet, Bp., 1949 (Az Országos Magyar Színművészeti Főiskola könyvtára)
- Pudovkin a magyar filmről; sajtó alá rend. Kovács András; Művelt Nép, Bp., 1952
- A szovjet film fejlődésének főbb szakaszai, 1953
- A filmrendező és a filmszínész művészete; vál., szerk., jegyz. Homoródy József, ford. Háy Gyula, Mérei Ferenc; Gondolat, Bp., 1965